# Prelatura territoriale di Aiquile
La prelatura territoriale di Aiquile (in latino Praelatura Territorialis Aiquilensis) è una sede della Chiesa cattolica in Bolivia suffraganea dell'arcidiocesi di Cochabamba. Nel 2023 contava 380.890 battezzati su 424.000 abitanti. È retta dal vescovo Jorge Herbas Balderrama, O.F.M.

## Territorio
La prelatura territoriale comprende integralmente le tre province civili di Narciso Campero, Mizque e Carrasco, e una parte di quella di Tiraque, che appartengono tutte al dipartimento di Cochabamba. Confina a nord con l'arcidiocesi di Cochabamba, a sud con l'arcidiocesi di Sucre, a est con l'arcidiocesi di Santa Cruz de la Sierra e a ovest con la diocesi di Potosí.
Sede prelatizia è la città di Aiquile, dove si trova la cattedrale di San Pietro e della Virgen de la Candelaria.
Il suo territorio si estende su 23.325 km² e si suddivide in 14 parrocchie.

## Storia
La prelatura territoriale è stata eretta l'11 dicembre 1961 con la bolla Cum venerabilis Frater di papa Giovanni XXIII, ricavandone il territorio dalla diocesi di Cochabamba (oggi arcidiocesi).
Originariamente suffraganea dell'arcidiocesi di Sucre, il 30 luglio 1975 è entrata a far parte della provincia ecclesiastica dell'arcidiocesi di Cochabamba.

## Cronotassi dei vescovi
Si omettono i periodi di sede vacante non superiori ai 2 anni o non storicamente accertati.
- Jacinto (Giacinto) Eccher, O.F.M. † (16 dicembre 1961 - 22 novembre 1986 ritirato)
- Adalberto Arturo Rosat, O.F.M. † (22 novembre 1986 - 25 marzo 2009 ritirato)
- Jorge Herbas Balderrama, O.F.M., dal 25 marzo 2009

## Statistiche
La prelatura territoriale nel 2023 su una popolazione di 424.000 persone contava 380.890 battezzati, corrispondenti all'89,8% del totale.
| anno | popolazione | popolazione | popolazione | presbiteri | presbiteri | presbiteri | presbiteri                | diaconi | religiosi | religiosi | parrocchie |
| anno | battezzati  | totale      | %           | numero     | secolari   | regolari   | battezzati per presbitero | diaconi | uomini    | donne     | parrocchie |
| ---- | ----------- | ----------- | ----------- | ---------- | ---------- | ---------- | ------------------------- | ------- | --------- | --------- | ---------- |
| 1966 | 80.000      | 80.500      | 99,4        | 17         |            | 17         | 4.705                     |         | 2         | 6         | 8          |
| 1970 | 90.000      | 90.000      | 100,0       | 17         |            | 17         | 5.294                     |         | 20        | 8         | 8          |
| 1976 | 99.000      | 100.000     | 99,0        | 24         |            | 24         | 4.125                     |         | 27        | 12        | 8          |
| 1980 | 113.800     | 117.000     | 97,3        | 19         |            | 19         | 5.989                     | 1       | 23        | 23        | 8          |
| 1990 | 133.000     | 137.300     | 96,9        | 16         | 1          | 15         | 8.312                     |         | 17        | 32        | 12         |
| 1999 | 270.000     | 300.000     | 90,0        | 27         | 17         | 10         | 10.000                    |         | 13        | 67        | 8          |
| 2000 | 270.000     | 300.000     | 90,0        | 25         | 16         | 9          | 10.800                    |         | 12        | 72        | 9          |
| 2001 | 270.000     | 300.000     | 90,0        | 29         | 19         | 10         | 9.310                     |         | 12        | 74        | 12         |
| 2002 | 195.000     | 210.000     | 92,9        | 29         | 19         | 10         | 6.724                     |         | 13        | 77        | 14         |
| 2003 | 195.000     | 210.000     | 92,9        | 31         | 18         | 13         | 6.290                     |         | 16        | 75        | 14         |
| 2004 | 190.000     | 220.000     | 86,4        | 32         | 20         | 12         | 5.937                     |         | 16        | 77        | 14         |
| 2013 | 329.000     | 366.000     | 89,9        | 19         | 14         | 5          | 17.315                    |         | 7         | 70        | 15         |
| 2014 | 334.000     | 372.000     | 89,8        | 23         | 19         | 4          | 14.521                    |         | 6         | 70        | 14         |
| 2016 | 344.269     | 382.859     | 89,9        | 21         | 17         | 4          | 16.393                    |         | 6         | 62        | 14         |
| 2019 | 359.500     | 399.800     | 89,9        | 18         | 15         | 3          | 19.972                    |         | 4         | 65        | 14         |
| 2021 | 369.800     | 411.180     | 89,9        | 16         | 14         | 2          | 23.112                    |         | 3         | 69        | 14         |
| 2023 | 380.890     | 424.000     | 89,8        | 20         | 18         | 2          | 19.044                    |         | 3         | 64        | 14         |